# Тейшейра, Андре
Андре Тейшейра (порт. André Teixeira; 14 августа 1993, Порту, Португалия) — португальский футболист, защитник кипрского клуба АЕЛ (Лимасол).

## Биография

### Клубная карьера
Начинал заниматься футболом в команде «Кандал». В 2004 году перешёл в академию «Порту», где занимался около 8 лет. Профессиональную карьеру начал в составе клуба «Белененсиш», за который сыграл 4 матча в сезоне 2012/13 и стал победителем Сегунды. Следующие несколько лет выступал в аренде за клубы второго дивизиона «Лейшойнш», «Трофенсе» и «Мафра», но так и не сыграл ни одной игры в высшей лиге. В 2016 году подписал контракт с «Лейшойнш» за который провёл один сезон и сыграл 39 матчей. Летом 2017 года перешёл в клуб чемпионата Кипра АЕЛ Лимасол.

### Карьера в сборной
Представлял Португалию на юношеском и молодёжном уровнях. В 2012 году был в заявке сборной Португалии до 19 лет на юношеском чемпионате Европы, но на поле ни разу не вышел. Португалия заняла третье место в группе и не смогла пройти в полуфинал чемпионата.

## Достижения
«Белененсищ»
- Победитель Сегунды: 2012/13